# سيمين البهبهاني
سيمين البهبهاني (1927 - 2014 م) هي أديبة وشاعرة إيرانية. التحقت بالكلية العليا وحصلت على الليسانس ودرست اللغات الإنكليزية والفرنسية.

## الولادة والنشأة
وُلدت سيمين الخليلي المعروفة بسيمين بهبهاني في طهران في العشرين من يوليو / تمّوز 1927 م، وكان جدّها الأعلى خليل الطهراني من فقهاء الشيعة في النجف، ووالدها هو عبّاس الخليلي الذي وُلد ونشأ في النجف وارتحل إلى طهران في وقت لاحق، وعمّها هو الكاتب العراقي المعروف جعفر الخليلي.
والدتها هي فخر عظمى أرغون، وكانت أديبة وشاعرة.

## أعمال
من أعمالها المطبوعة:
- «سه تارشكسته»
- «جاي يا» (أثر القدم)
- «مرمر»
- «رستاخيز» (القيامة)
- «خطى از سرعت واز آتش» (خط من السرعة والنار)
- «دشت ارزن» (صحراء ارزن)

كان لسيمين بهباني لقاء مطول مع جمشيد برزجر تحت عنوان من قصيدة «من هذا البيت».